# Cublai, gran kan de' Tartari
Cublai, gran kan de' Tartari è un'opera in due atti di Antonio Salieri, su libretto di Giovanni Battista Casti. L'opera non venne mai rappresentata durante la vita del compositore.
La prima rappresentazione ebbe luogo solo in tempi moderni, il 18 giugno 1998 allo Stadttheater di Würzburg, in traduzione tedesca (Kublai, Großer Khan der Tataren) e con la regia di Ulrich Peters; l'orchestra filarmonica di Würzburg era diretta da Johan van Slageren, e gli interpreti furono: Heiko Trinsinger (Cublai), Albrecht Kludszuweit (Lipi), Christian Baumgärtel (Timur), Diana Damrau (Alzima), Bernd Hofmann  (Posega), Tero Hannula (Orcano), Patrick Simper (Bozzone) e Petra Labitzke (Memma).
La prima dell'opera in italiano ha avuto luogo a Vienna nel 2024 presso il Musiktheater Wien, curata e messa in scena da Martin G. Berger.

## Trama
La scena si immagina in una città detta Bambalù, l'odierna Pechino.
Timur e Alzima si amano, ma Alzima è promessa a Lipi, figlio demente di Cublai. La vicenda termina felicemente, grazie alla decisione di Cublai di esiliare Lipi e cedere il regno a Timur.